# Hattyúhercegnő 4. – A trónörökös
A Hattyúhercegnő 4. – A trónörökös (eredeti cím: The Swan Princess: A Royal Family Tale) 2014-ben megjelent egész estés amerikai 3D-s számítógépes animációs film, amelyet Richard Rich rendezett.
Amerikában 2014. február 25-én adták ki DVD-n, Magyarországon 2015. december 25-én a TV2-n vetítették le a televízióban.

## Szereplők
| Szereplő         | Eredeti hang                       | Magyar hang        |
| ---------------- | ---------------------------------- | ------------------ |
| Odette           | Laura Bailey Kathryn Hill (ének)   | Erdős Borcsa       |
| Derek            | Yuri Lowenthal David Osmond (ének) | Makranczi Zalán    |
| Alise            | Carly G. Fogelson                  | Gyarmati Laura     |
| Uberta           | Jennifer Miller                    | Simon Eszter       |
| Lord Rogers      | Joseph Medrano                     | Várkonyi András    |
| Scully           | Joseph Medrano                     | Kapácsy Miklós     |
| Evetkék          | David Lodge                        | ?                  |
| Jean-Bob         | Clayton James                      | Magyar Bálint      |
| Puffin           | Gardner Jaas                       | Seszták Szabolcs   |
| Uzsgyi           | Doug Stone                         | ?                  |
| Mangler          | Joe Ochman                         | Pusztaszeri Kornél |
| Bromley          | Joe Ochman                         | Szokol Péter       |
| Cutter           | Jeff Michaels                      | ?                  |
| Jojo             | Kirk Thornton                      | Czető Ádám         |
| Brodie           | Brian Nissen                       | ?                  |
| Ferdinánd, a séf | Brian Nissen                       | ?                  |
| Bridget          | Catherine Lavin                    | Szirtes Ági        |
| Mesélő           | ?                                  |                    |
| Apa              | Darrel Guilbeau                    | ?                  |

## Televíziós megjelenések
TV2, Super TV2